# Carl Dyckerhoff
Carl Philipp Jacob Dyckerhoff (* 4. September 1854 in Mannheim; † 6. März 1938 in Wiesbaden) war ein deutscher Unternehmer.

## Leben

### Herkunft und Familie
Carl  Dyckerhoff wurde als Sohn des Wilhelm Gustav Dyckerhoff und dessen Gemahlin Caroline Eglinger (1813–1893) geboren und wuchs zusammen mit seinen Geschwistern Eugen, Gustav  und Rudolf auf.
Am 26. Oktober 1859 heiratete er in Baden-Baden Louise Wilhelmi († 1924). Die Ehe brachte den Sohn Kurt (1883–1955).

### Werdegang und Wirken
Nach dem Besuch des Realgymnasiums in Mannheim studierte Carl  Chemie an der Technischen Hochschule Karlsruhe, der Rheinischen Friedrich-Wilhelms-Universität Bonn und der Georg-August-Universität Göttingen, wo er zum Dr. phil. promovierte. Er wurde Teilhaber der Chemischen Fabrik Lindenhof C. Weyl und Co. mit Sitz in Mannheim, Hüningen und Duisburg. 1884 wurde ihm die Leitung der Fabrik in Duisburg -Wahnheimerort übertragen. In den Jahren von 1901 bis 1905 oblag ihm die Leitung der Firmenzentrale in Mannheim. 1924 wurde er Aufsichtsratsvorsitzender der Dyckerhoff & Widmann AG. Dieses Unternehmen wurde 1865 von seinem Vater, dem Kaufmann Heinrich Lang und dem Bauinspektor Franz Senger als  Cementwarenfabrik Lang & Cie. gegründet und erhielt 1869 den Namen Dyckerhoff & Widmann KG. 1907 wurde das Unternehmen in eine Aktiengesellschaft umfirmiert. 
Dyckerhoff war kommunalpolitisch engagiert und in den Jahren von 1910 bis 1927 Stadtverordneter und Stadtrat in Wiesbaden. 